# گیدو رنی
گیدو رنی (به ایتالیایی: Guido Reni) (زاده ۴ نوامبر ۱۵۷۵ – درگذشته ۱۸ اوت ۱۶۴۲) نقاش ایتالیایی با سبک باروک بود.

## نگارخانه

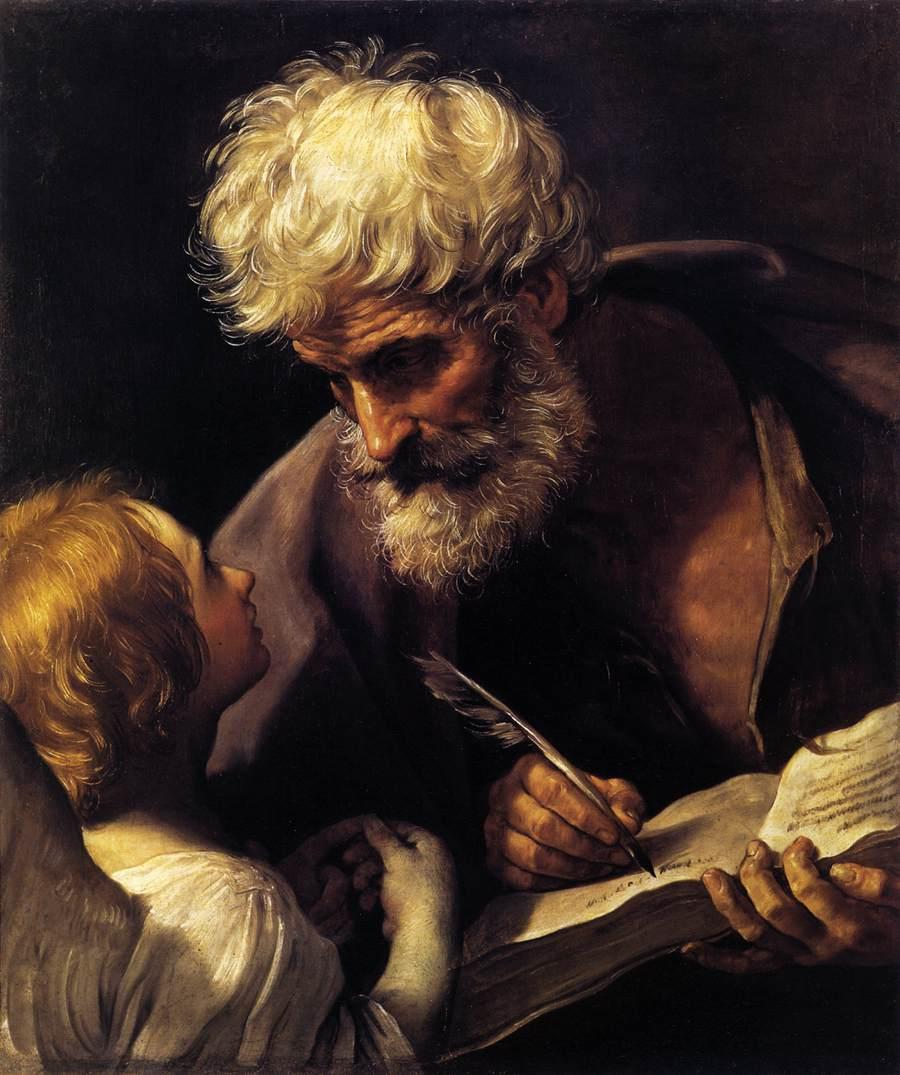
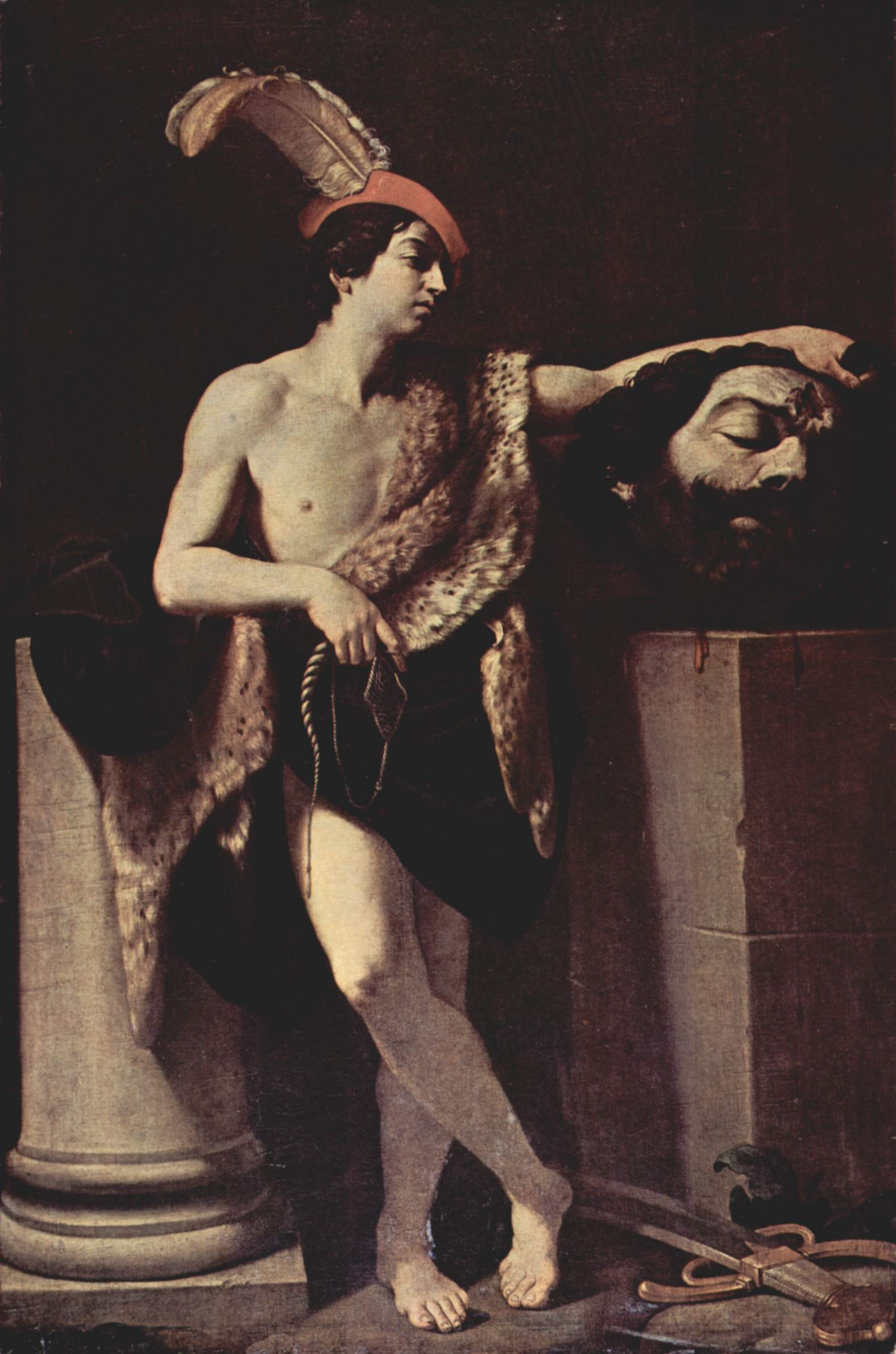
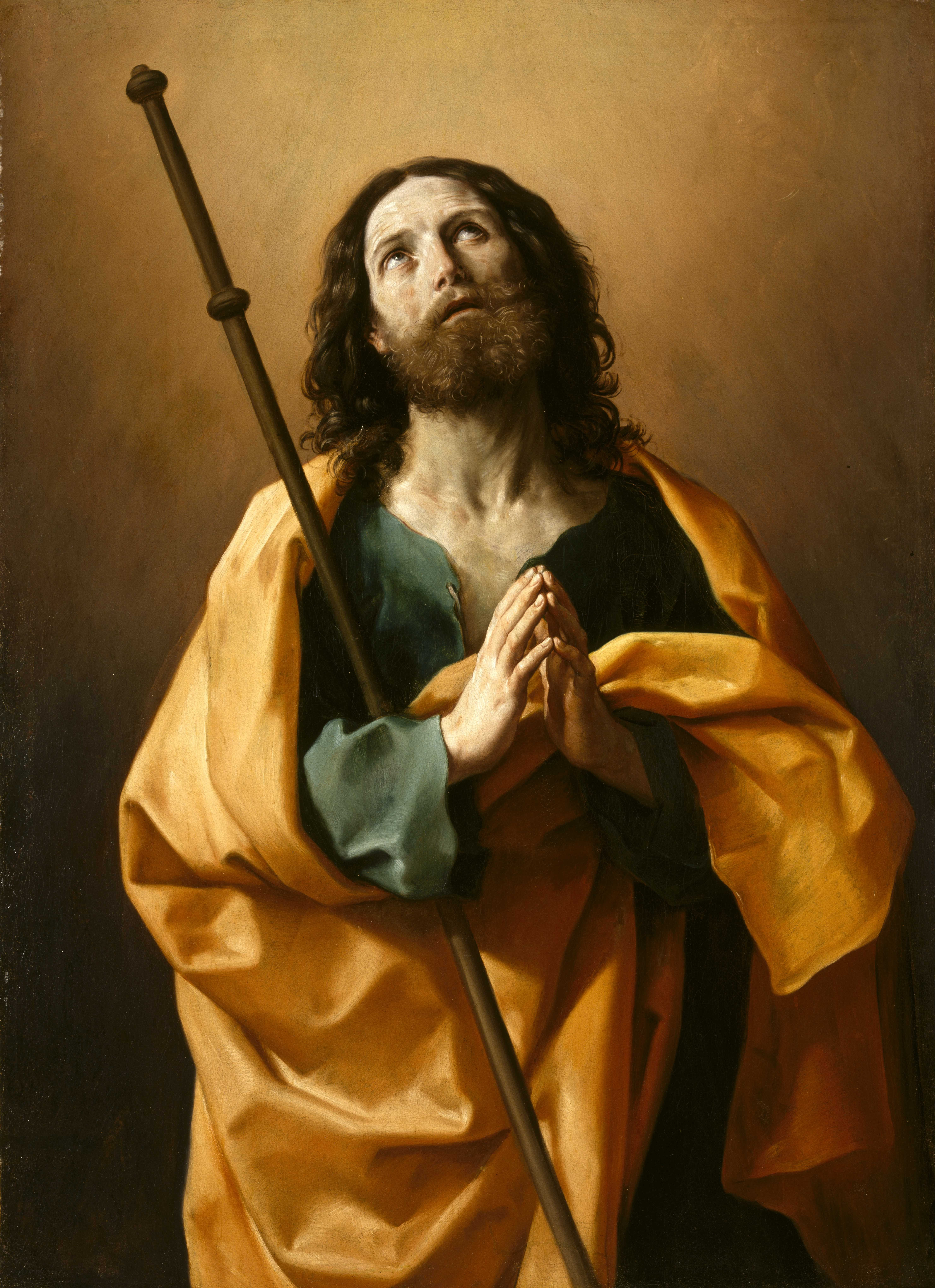
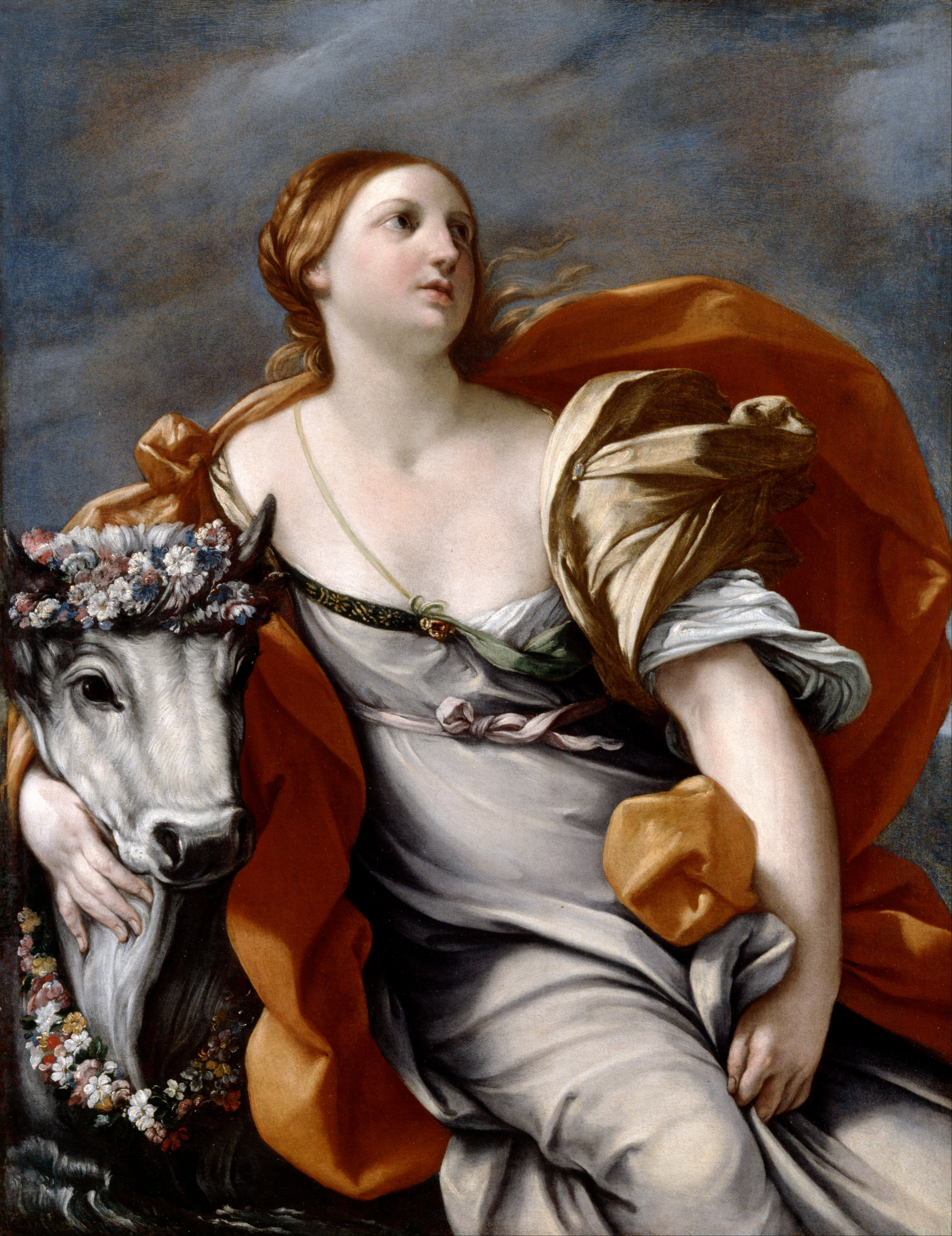
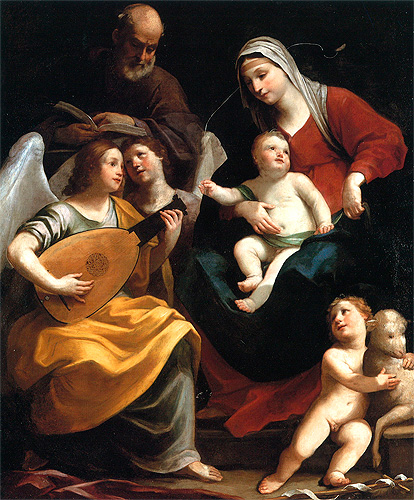
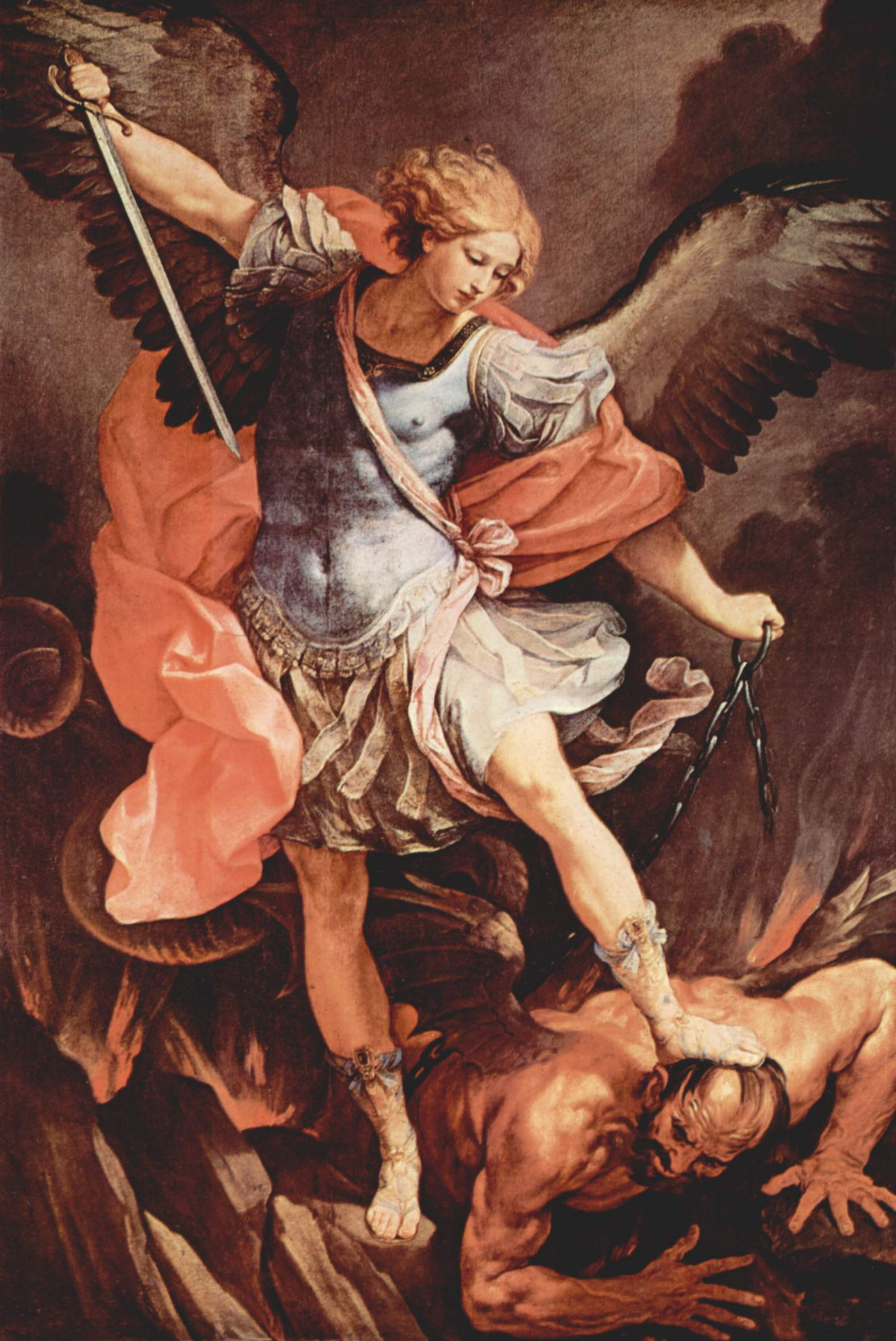
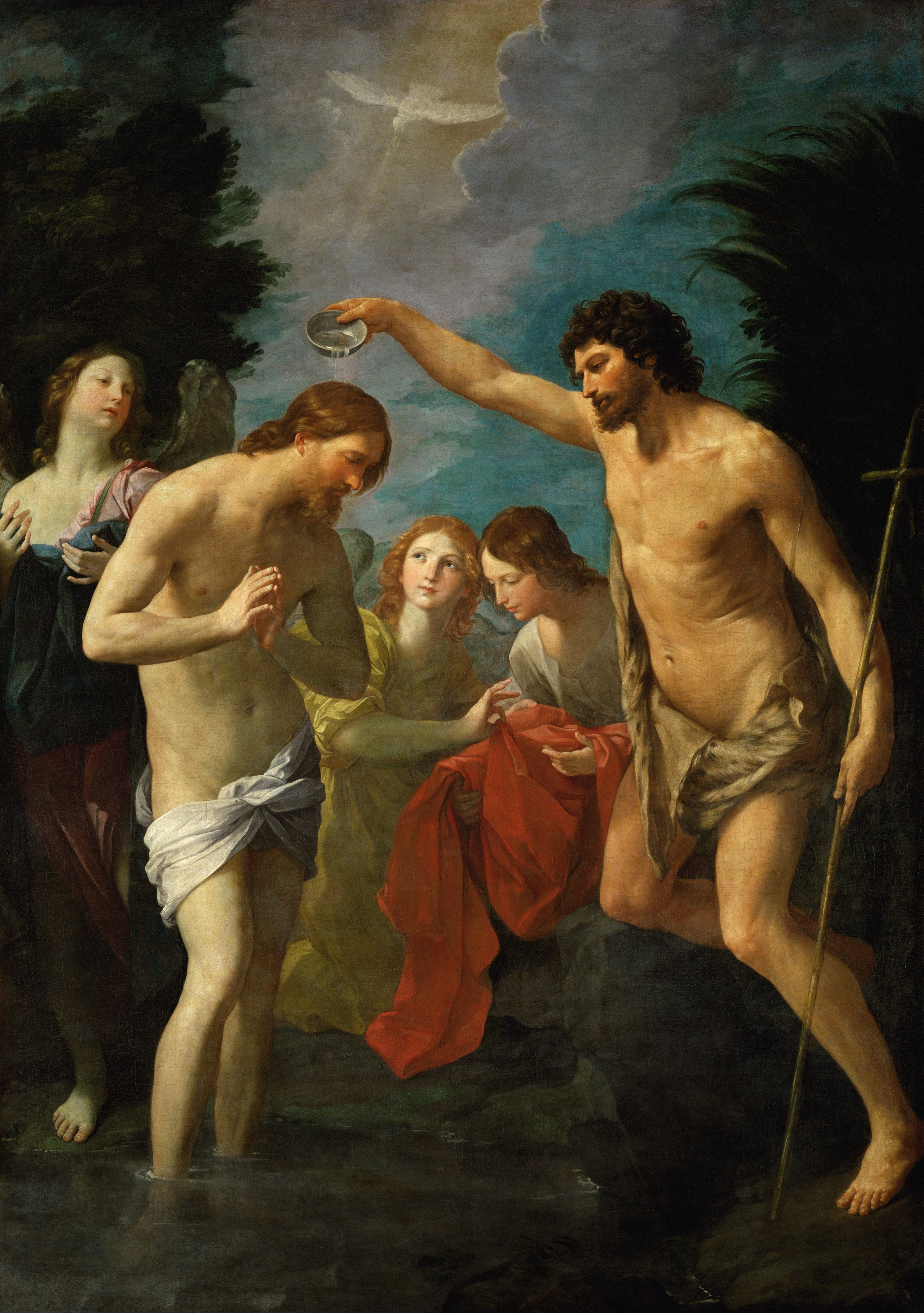
.
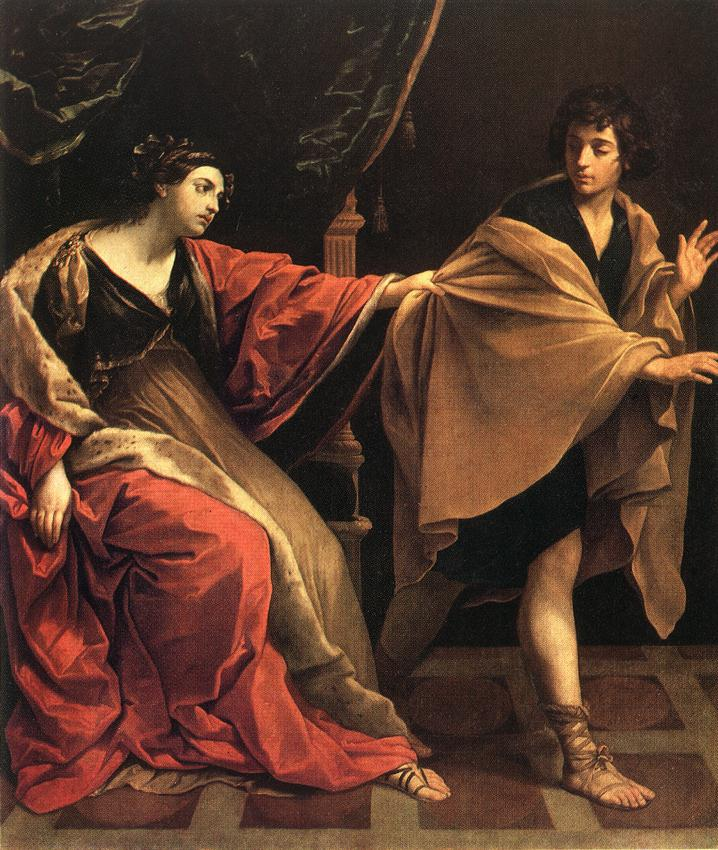
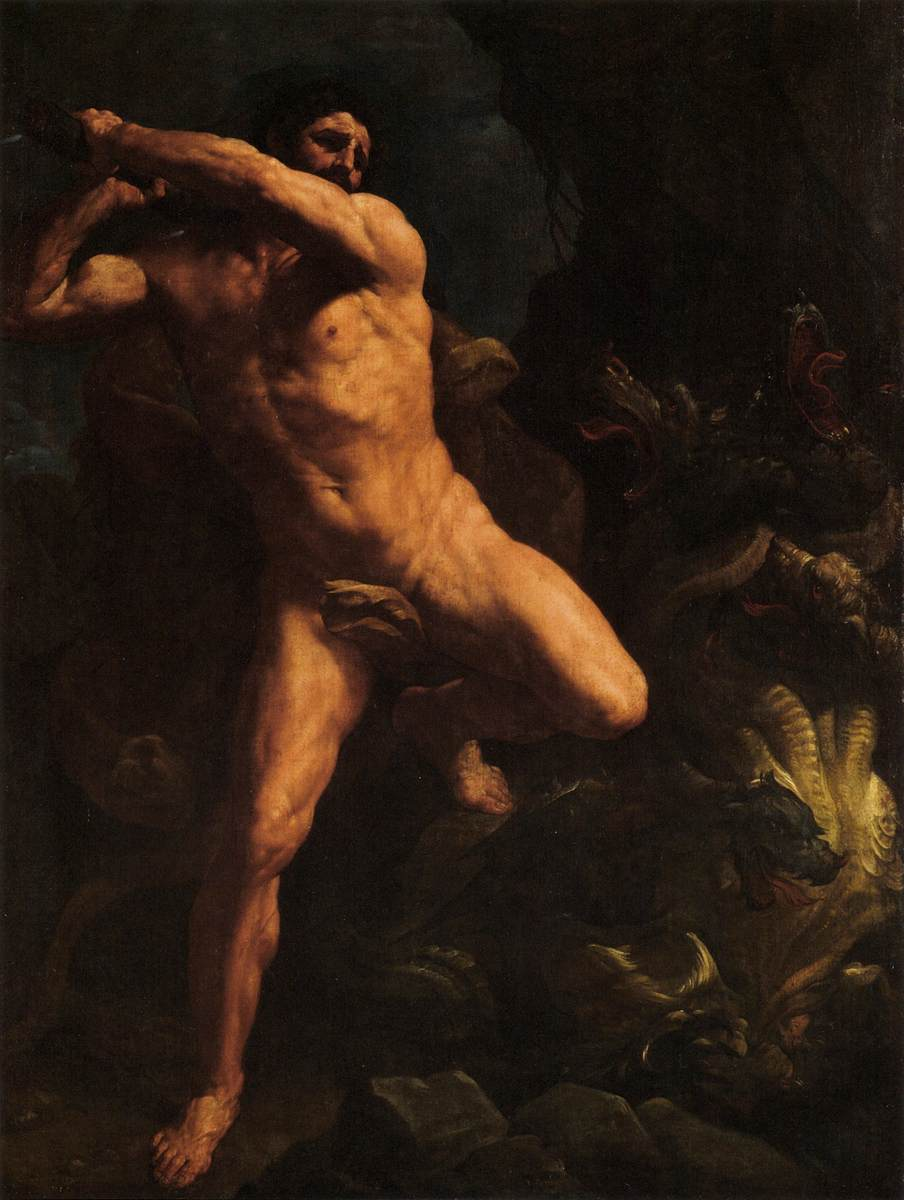
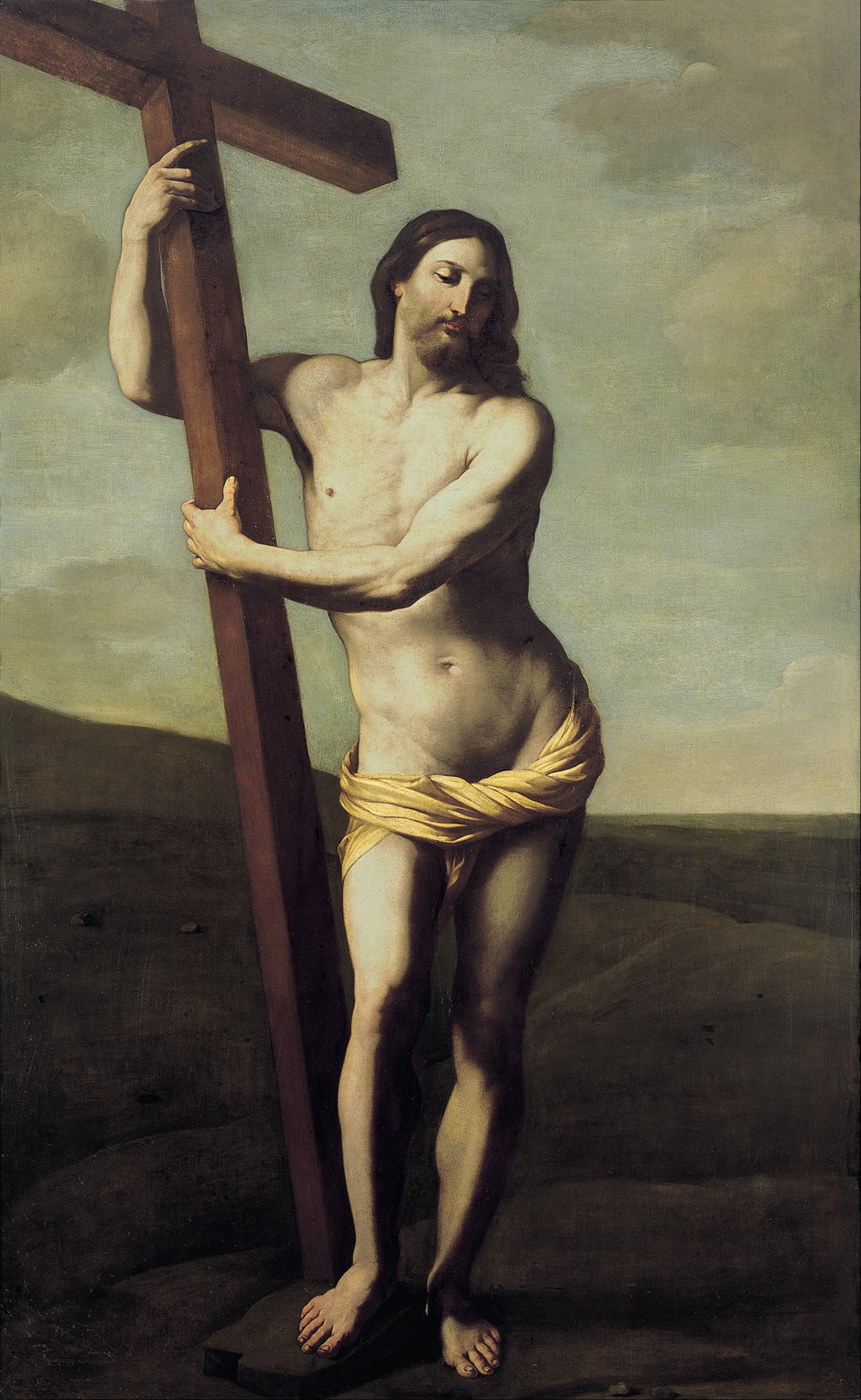
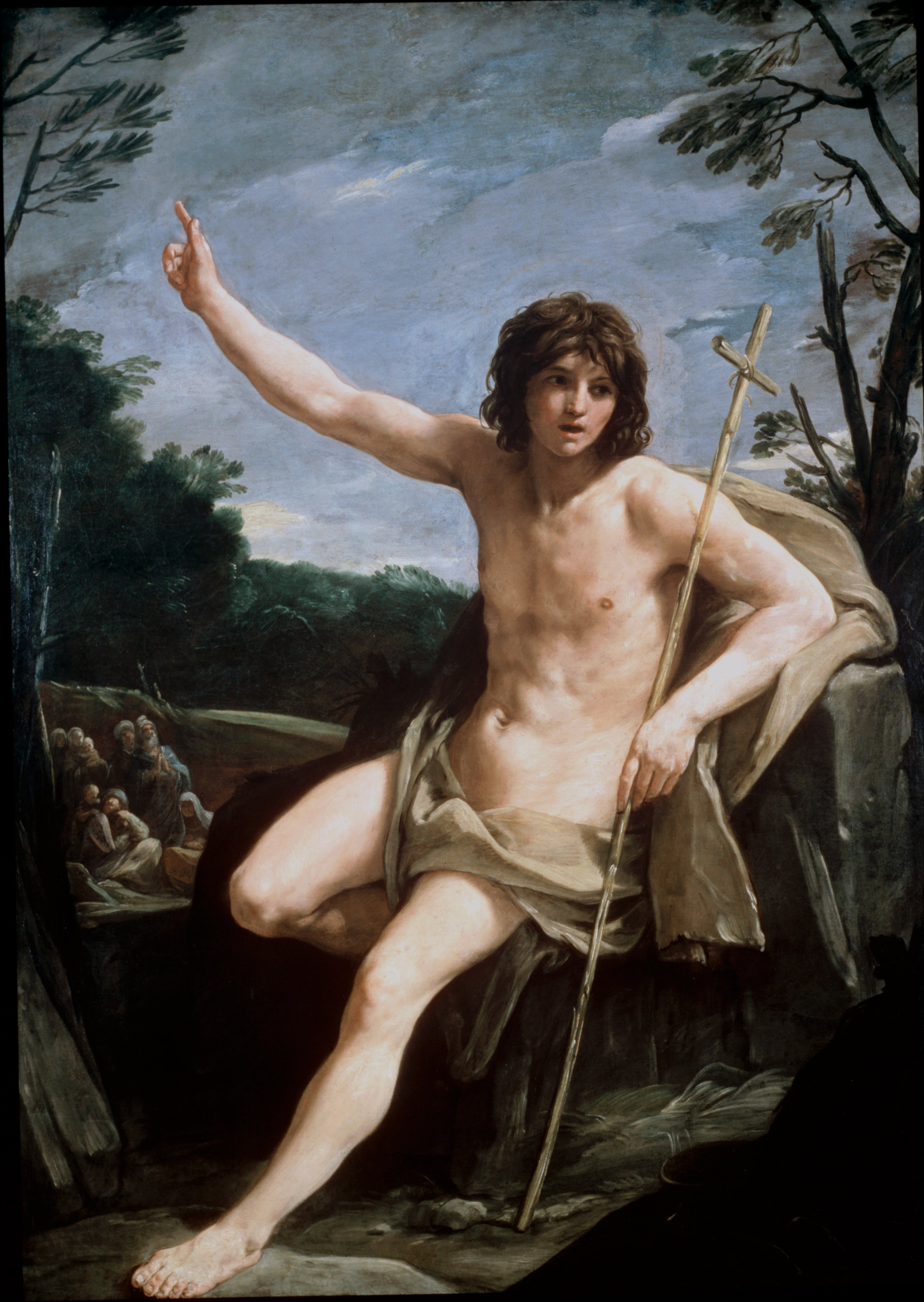
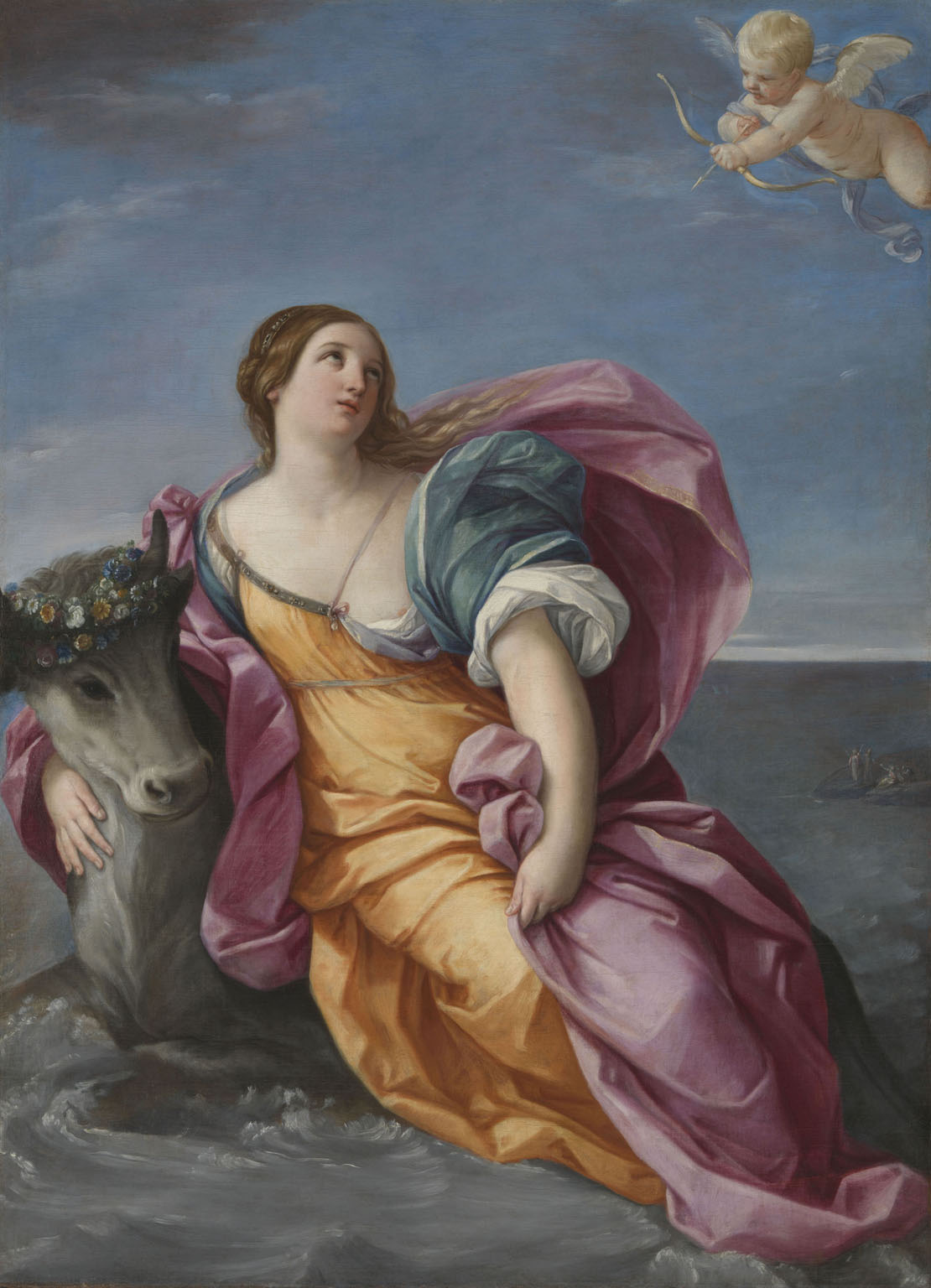
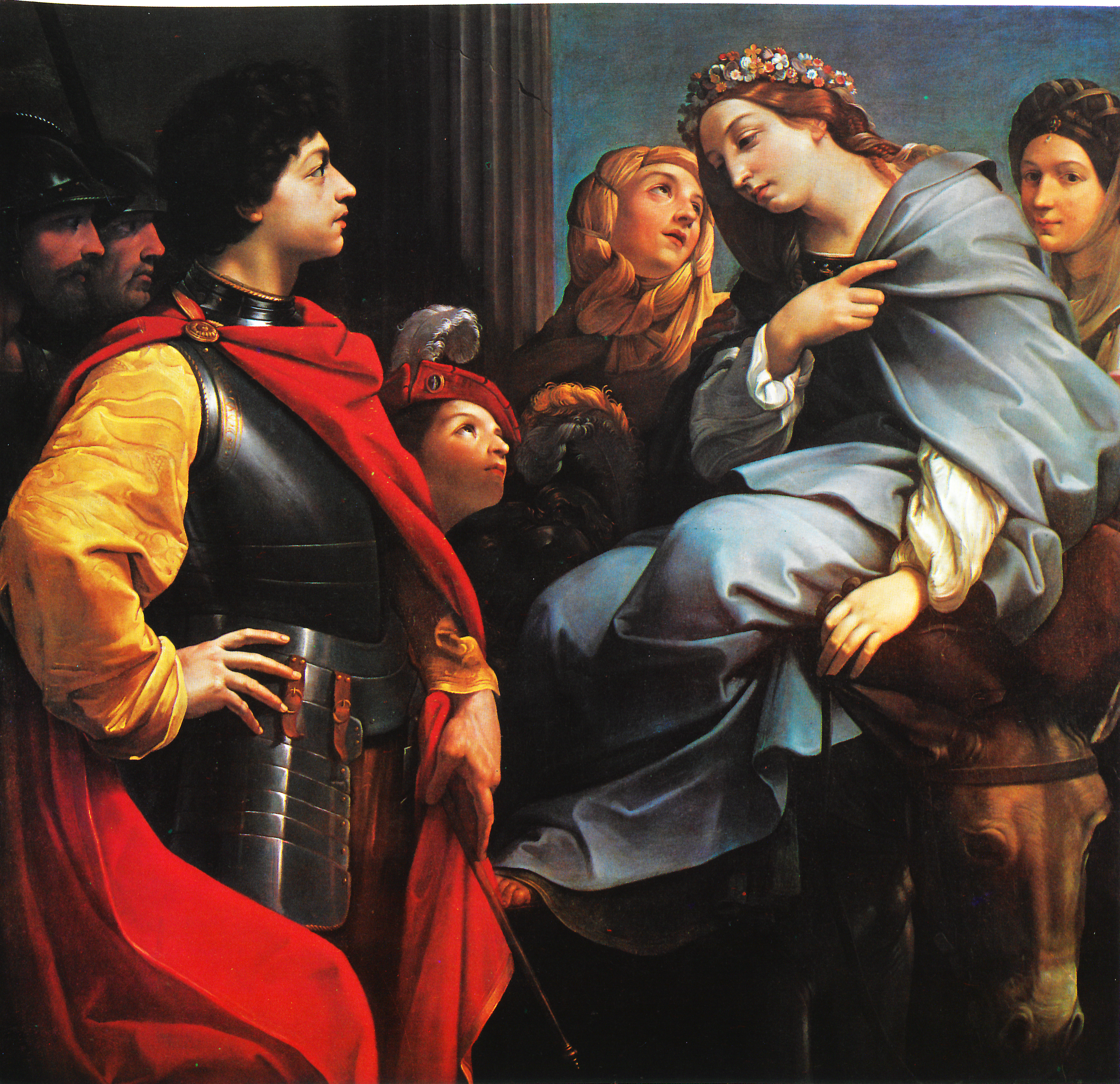
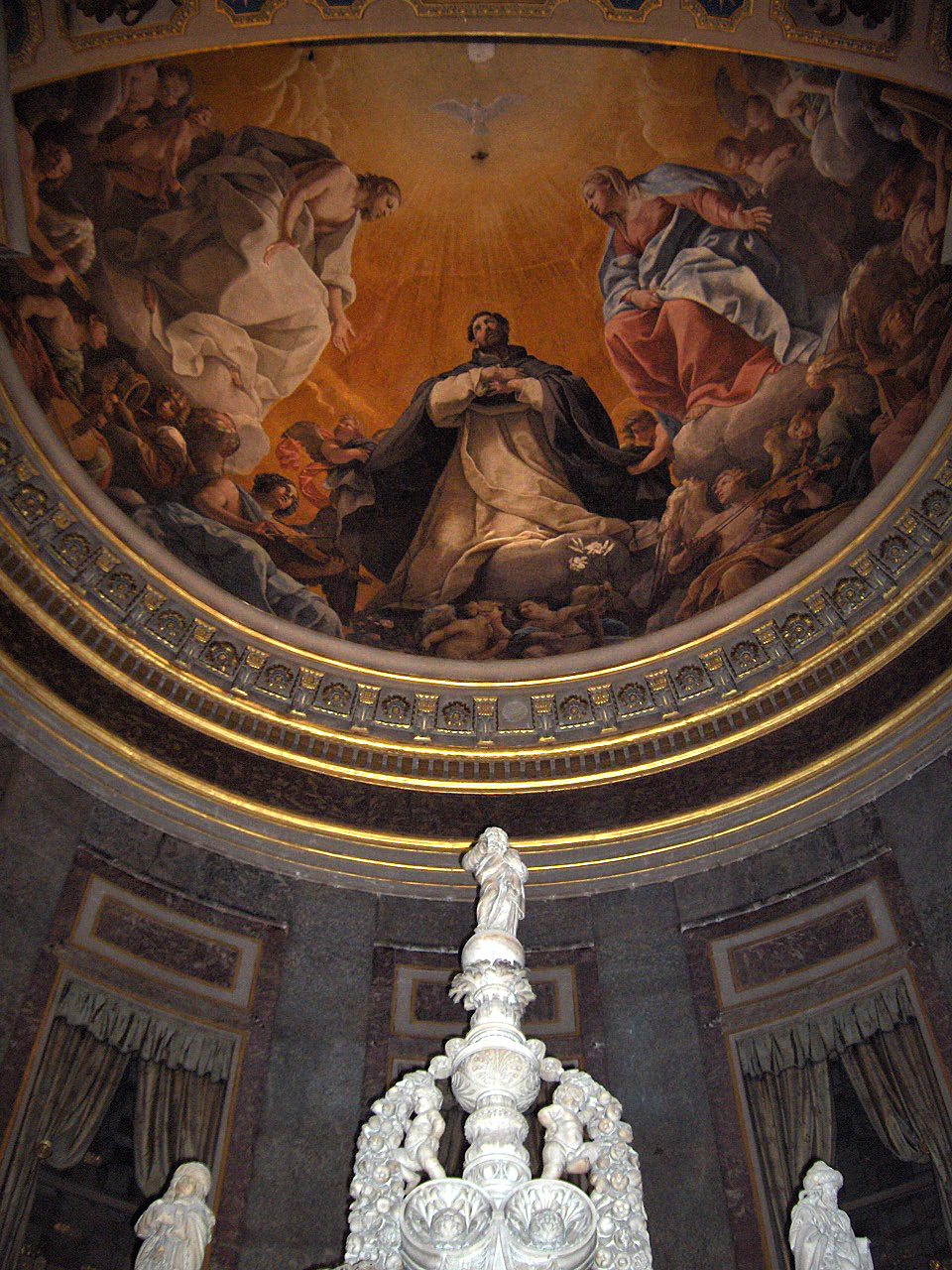

- [۲]